# 4100 Sumiko
4100 Sumiko eller 1988 BF är en asteroid i huvudbältet som upptäcktes den 16 januari 1988 av de båda japanska astronomerna Tsutomu Hioki och Nobuhiro Kawasato i Okutama. Den är uppkallad efter Tsutomus fru, Sumiko Hioki.
Asteroiden har en diameter på ungefär 15 kilometer och den tillhör asteroidgruppen Eos.